# Bertario (maggiordomo di palazzo)
Warattone anche Bercario (... – 688) fu Maggiordomo di palazzo di Neustria e della Burgundia sotto il regno del re fannullone della dinastia dei merovingi Teodorico III, dalla morte di Warattone (686 circa) al 687 circa.

## Biografia
Nel 684 Warattone morì e Teodorico III nominò maggiordomo di Neustria il genero di Warattone, Bertario mentre l'anonimo continuatore del cronista, Fredegario, oltre a dare conferma della successione ci dà una descrizione di Bertario: fu eletto maggiordomo il genero di Ansfida, donna nobile e forte, Bertario, piccolo di statura, di mediocre intelligenza , incostante e irascibile, che spesso disprezzava l'amicizia e i consigli dei notabili neustriani.
Poco dopo la sua nomina, i Neustriani, scontenti del governo di Bertario, cominciarono a migrare verso l'Austrasia e si rivolgevano al maggiordomo di palazzo, Pipino di Herstal, aizzandolo contro Bertario e la Neustria. Pipino inviò dei messaggeri al re di tutti i Franchi, Teodorico III, affinché intervenisse a favore di coloro che erano perseguitati; ma Teodorico, consigliato dal nuovo maggiordomo di Neustria, Bertario, li trattò con superbia e disprezzo. Venutone a conoscenza, Pipino, sollecitato anche dai profughi ormai in miseria, radunò l'esercito austrasiano e si diresse verso la Neustria, passando il confine; Teodorico si preparava alla difesa, quando Pipino gli propose di evitare lo scontro, offrendo al suo re oro e argento, ma Teodorico, ancora consigliato da Bertario, rifiutò. Teodorico III, nel 687, nella battaglia di Textricio, vicino a Vermand, venne sconfitto da Pipino, che lo costrinse alla fuga assieme a Bertario e Pipino sottomise la Neustria.
Non molto tempo dopo, nel 688, Bertario fu ucciso dai suoi falsi amici su istigazione della suocera, Ansfida.
Subito dopo Pipino catturò Teodorico col tesoro reale, e venne dichiarato maggiordomo anche di Neustria, prendendo il titolo di dux et princeps dei Franchi, mentre Teodorico III restava re di tutti i Franchi.

## Matrimonio e discendenza
Bertario sposò Anstrude (?-?), che era la figlia di Warattone e Ansflida, che l'anonimo continuatore del cronista, Fredegario definisce nobile e forte e in seguito la ritenne ispiratrice dell'omicidio del genero (Bertario). Anstrude diede a Bertario una figlia:
- Adaltrude (?-?), che sposò il figlio di Pipino di Herstal, Drogone[10], maggiordomo di palazzo di Borgogna e fu madre di Sant' Ugo di Champagne[10] e Arnolfo di Champagne, che, nel 723, fu sconfitto e imprigionato dallo zio Carlo Martello.

### Fonti primarie
- (LA)  Fredegario, FREDEGARII SCHOLASTICI CHRONICUM CUM SUIS CONTINUATORIBUS, SIVE APPENDIX AD SANCTI GREGORII EPISCOPI TURONENSIS HISTORIAM FRANCORUM.
- (LA)  Annales Mettenses Priores.
- (LA)  Rerum Gallicarum et Francicarum Scriptores, tomus tertius.
- (LA)  Monumenta Germaniae historica: Gesta Abbatum Fontanellensium.
- (LA)  Annales Marbacenses.

### Letteratura storiografica
- Christian Pfister, La Gallia sotto i Franchi merovingi. Vicende storiche, in Storia del mondo medievale - Vol. I, Cambridge, Cambridge University Press, 1978,  pp. 688-711.